# 1,1,1,3-tetracloro-4-metilpentano
El 1,1,1,3-tetracloro-4-metilpentano es un compuesto orgánico de fórmula molecular C6H10Cl4. Es un haloalcano no lineal de seis carbonos con cuatro átomos de cloro, tres de ellos unidos a uno de los carbonos terminales.

## Propiedades físicas y químicas
El 1,1,1,3-tetracloro-4-metilpentano tiene una densidad de 1,287 g/cm³. Hierve a 209 °C mientras que su punto de fusión es -16 °C, siendo ambos valores estimados.
Su punto de inflamabilidad es 72 ± 16 °C.
El valor del logaritmo de su coeficiente de reparto, logP = 4,40, indica que es más soluble en disolventes apolares que en disolventes polares. Es prácticamente insoluble en agua.

## Síntesis
El 1,1,1,3-tetracloro-4-metilpentano se sintetiza haciendo reaccionar 3-metil-1-buteno con un tetrahaluro de carbono, preferiblemente tetraclorometano. Esta reacción requiere un catalizador, que puede ser un peróxido (como peróxido de benzoílo, terc-butilperoxiacetato o ácido terc-butilperoximaleico), azobisisobutironitrilo o un complejo de coordinación (como butilamina-cloruro férrico hexahidrato). La condensación se realiza en atmósfera inerte, por ejemplo nitrógeno o argón, a una temperatura de 80 - 110 °C.
Utilizando cloruro de cobre y ciclohexilamina a 80 °C se alcanza un rendimiento del 92%.

## Usos
El 1,1,1,3-tetracloro-4-metilpentano se utiliza en la preparación de 1,1-dicloro-4-metil-1,3-pentadieno, importante intermediario en la fabricación de insecticidas piretroides como la permetrina y la cipermetrina. Esto se puede hacer por deshidrocloración de 1,1,1,3-tetracloro-4-metilpentano mediante tratamiento con N,N-dimetilformamida, calentando la mezcla de reacción a una temperatura de 130 - 160 °C.
Con este procedimiento, empleando un cloruro inorgánico de amonio, litio, sodio o potasio, entre otros, se consigue un rendimiento cercano al 100%.
Análogamente, el uso de cloruro de estaño (IV) conlleva un endimiento del 88%.
El 1,1,1,3-tetracloro-4-metilpentano también se emplea como intermediario en la elaboración de carbamatos de bencimidazol con actividad antihelmíntica.